# Étienne Arnaud
Étienne Arnaud (Villeneuve-lès-Béziers, 4 settembre 1879 – Parigi, 10 marzo 1955) è stato un regista e sceneggiatore francese, conosciuto anche con il nome alternativo di E. Arnaud, accreditato talvolta come Chiaffredo Arnaud.

## Biografia
Dopo aver collaborato in Francia con Émile Cohl, Arnaud partì per gli Stati Uniti dove lavorò come regista e sceneggiatore.

## Filmografia

### Regista
- La Course aux potirons, co-regia di Émile Cohl - cortometraggio (1908)
- Colpo di luna (Clair de lune espagnol), co-regi di Émile Cohl - cortometraggio (1909)
- L'Omelette fantastique, co-regia di Émile Cohl - cortometraggio (1909)
- L'Éventail animé, co-regia di Émile Cohl - cortometraggio (1909)
- La Mort de Mozart, co-regia Louis Feuillade (1909)
- La fine di Paganini (La Fin de Paganini)
- Benvenuto Cellini  (1910)
- Robert le Diable (1910)
- Le Roi de Thulé, co-regia di Louis Feuillade (1910)
- André Chénier, co-regia di Louis Feuillade (1911)
- The Guardian Angel
- Bridge (1912)
- The Letter with the Black Seals - cortometraggio (1912)
- The White Aprons (1912)
- Little Hands  (1912)
- Oh, You Ragtime!   (1912)
- The Legend of Sleepy Hollow - cortometraggio(1912)
- Revenge of the Silk Masks (1912) - cortometraggio
- Saved from the Titanic (1912)
- Chamber of Forgetfulness (1912)
- The High Cost of Living (1912)
- The Holy City (1912) - cortometraggio
- Daddy (1912)
- Robin Hood, co-regia di Herbert Blaché - cortometraggio (1912)
- Filial Love (1912)
- Caprices of Fortune - cortometraggio (1912)
- A Tammany Boarder (1913)
- The Spectre Bridegroom (1913)
- Oh! You Rubber! (1913)
- Roaring Bill (1913)
- Trouble on the Stage (1913)
- Loaded (1913)
- Apply to Janitor (1913)
- Cue and Miss Cue (1914)
- The Snake Charmer (1914)
- An Enchanted Voice (1914)
- Valentine's Day (1914)
- The Electric Girl (1914)
- Duty - cortometraggio (1914)
- The Dancer and the King (1914)

### Sceneggiatore
- The Letter with the Black Seals, regia di Étienne Arnaud - cortometraggio (1912)
- Revenge of the Silk Masks, regia di Étienne Arnaud (1912) - cortometraggio
- La mariée du régiment, regia di Maurice Cammage (1936)
- La fille de la Madelon, regia di Jean Mugeli e Georges Pallu (1937)
- Les chevaliers de la cloche, regia di René Le Hénaff (1938)
- Ceux de demain, regia di Adelqui Millar, Georges Pallu (1938)